# Lennart Lundmark (militär)
Olof Lennart Lundmark, född 25 juli 1912 i Strängnäs domkyrkoförsamling i Södermanlands län, död 16 mars 1989 i Essinge församling i Stockholm, var en svensk militär.

## Biografi
Lundmark avlade studentexamen i Strängnäs 1930. Han avlade officersexamen vid Krigsskolan 1933 och utnämndes samma år till fänrik vid Södermanlands regemente, där han befordrades till löjtnant 1937. Han blev kadettofficer vid Infanteriets reservofficersskola 1940, utnämndes till kapten i pansartrupperna 1942 inträdde i Generalstabskåren 1946 och tjänstgjorde vid staben i IV. militärområdet 1946–1950. Han befordrades till major i pansartrupperna 1952, var stabschef vid staben i II. militärområdet 1953–1959 och befordrades till överstelöjtnant 1957. Åren 1959–1967 tjänstgjorde han vid Svea livgarde, där han snart blev inskrivningschef. Lundmark inträdde år 1967 i reserven och blev fastighetsförvaltare, en verksamhet som han fortsatte med till sin bortgång.
Lennart Lundmark är begraven på Gamla kyrkogården i Strängnäs.

### Utmärkelser
- Riddare av första klass av Svärdsorden, 1952.[21]